# うちのメイドがウザすぎる!
『うちのメイドがウザすぎる！』は、中村カンコによる漫画作品。『月刊アクション』（双葉社）にて、2016年10月号より2023年3月号まで連載。略称は「ウザメイド」。キャッチコピーは「闘うヘンタイ家政婦 VS ロシア系小学生のほっこりしない系？ホームコメディ」。

## 概要
本作は、元々『ピュア百合アンソロジー ひらり、』（新書館）で「つばくま!」 として連載されていたが、同誌の休刊に伴って月刊アクションに移籍し、タイトルを現在のものに変更して連載されている。
作者の中村は、本作について「おねロリものでなく、ピュア百合です。ただし、『幼女っていいなグフフ』という作品になっている気がします」との旨を発言している。また、自身のプロフィールとして「幼女と筋肉とかわいい動物をこよなく愛する」と書いており、本作は中村が好きな要素をすべて採り入れたものと言える。
原作のサブタイトルは、すべて「◯戦目！」（◯の部分は話数の漢数字）となっている。

## あらすじ
ロシア人の血を引く小学2年生・高梨ミーシャのもとへ、筋金入りの幼女好きで元自衛官の鴨居つばめが新人家政婦としてやってきた。前職のポテンシャルを存分に生かしてミーシャに接近しようとするつばめと、徹底抗戦の構えをとるミーシャによるホームコメディが幕を開ける。

## 登場人物

### 主人公
高梨 ミーシャ（たかなし ミーシャ）
声 - 白石晴香
本作の主人公。
ロシア人の血を引く小学2年生。白金の髪、翡翠の瞳、白磁の肌を持つ美少女だが、本人は外見が目立つことを嫌ってインドア派。また外見とは裏腹に、ガサツで言葉遣いが悪い。
母親（声 - 井上喜久子）を亡くしたため、現在は戸籍上の父親である康弘と2人暮らしをしている。母親の連れ子であるため康弘との血縁はない。名前は母親が子供のころ好きだった『こぐまのミーシャ』というアニメからつけられた。
小学2年生ながらにして、インターネット検索やオンラインゲームをするなど、スマートフォンやパソコンを使いこなしている。オンラインゲーム｢YONAOSHI GUILD｣でのプレイヤー名はクマゴロー（声 - 黒田崇矢）で、プロフィールは42歳主婦としている。
康弘が仕事柄不在がちで家事はすべて母親が行っていたため、母親の死後は家政婦が雇われていたが、母親への強い思いが余って家政婦たちを毛嫌いし、洗濯物に火を放つなどして追い返してきた。
しかし、つばめだけはミーシャのどんな嫌がらせにも全く動じず、料理の腕前もあってついには追い出すこと諦めた。つばめに対しては「アイツのおかげで至れり尽くせりだけど、アイツのせいで心が休まる日がない」、「料理だけがアイツの存在意義」と考えている。
ただし、母親が使っていた部屋 だけは「お母さんの居場所を守る」として誰も入れさせず、つばめも康弘から「あの部屋にだけは入らないように」と言われている。
外見だけで持てはやされることを嫌がったため、学校に行くのに苦痛を感じていた。それでも母親の存命中は、康弘から「いい子にしていたらお母さんが治る」と言い付けから何とか通っていたが、その母親の死をきっかけに不登校になってしまった。しかしつばめがやって来て以来、数々の彼女の変態的な言動に辟易し「こんなうざきもい奴に日中ずっと粘着されるくらいなら学校行った方がずっとマシ」と思って不登校を克服する結果になった。
動物好きで動物との意思疎通ができ、ペットのクマゴローやハムスターたちのほか、温泉ではカピパラを呼び集めたりもしている。学校ではみみかとともに飼育係を務める。
私生活はだらしなく、将来の夢も、当初は「家事は自分では一切せず、毎日ゲーム三昧」と現状維持であったが、つばめが来てからは身の危険を感じ「動物に関わる仕事に就き、並行して資産運用もして独立し、セキュリティ万全の家に住む」と変化した。
恒常的に繰り返されるつばめの変態的な言動に辟易しつつも、つばめの存在で、登山などミーシャにとって未知の体験をしたり、友達を家に呼ぶなどした結果、塞ぎがちだった性格が少しずつ明るくなり、自分の世界を広げつつある。
鴨居 つばめ（かもい つばめ）
声 - 沼倉愛美
本作のもう一人の主人公。
ミーシャのもとへやってきた家政婦。28歳。
元航空自衛隊（空自）一等空曹。自らがミーシャと同じ年の頃に父親を亡くしており、「雲の上に行けばお父さんに会える」との考えから入隊してパイロットになった。搭乗機はF-2。退官して以降、右目には常にバラの模様が入った眼帯を着けている。退官した理由は、アニメでは一等空曹当時に病気で右目の視力が低下し始め、視力低下によってパイロットを継続できなくなって他部署に転属した後、右目の視力が完全に失われたことによって退官に至ったという経緯が、つばめ自身の口から明かされている。この経緯が放送された後、原作でも明記こそされなかったものの同様の経緯が示唆されている。
筋金入りの幼女好きであり、学生当時から同性からよくモテていたが、「初潮を過ぎた女子には興味がない」と言い切り、告白をすべて断ってきた。空自当時の帰省中には偶然見かけたミーシャに一目ぼれしており、退官後は3か月ほど職探しをしていたが、職種への希望が特殊 でなかなか再就職できず行き詰まっていたところ、再び訪れた高梨家にて家政婦募集の貼り紙 を見て応募、元自衛官の強靭な体力のタフさが決め手となって康弘に気に入られて採用されて家政婦となった。家政婦として仕事をする際は、基本的にメイド服を着用する。
ミーシャのためなら体操服や着ぐるみを着用するほか、小学生姿のコスプレに興じるなど努力を惜しまず、空自当時に鍛え上げた鋼の肉体 と、いくらミーシャに嫌われても決して折れない強靭な精神を駆使して日々の仕事に励む。ミーシャがプレイしていたオンラインゲーム｢YONAOSHI GUILD｣でのプレイヤー名は、亡くなったおばあちゃんの名前のきぬえ（声 - 加藤英美里）で、本人曰く「退職金でめっちゃ課金した」。
一方、変態級の幼女好きな点以外は常識的な部分もあり、自衛隊としての経験や戦場の知識を交えてまともなアドバイスをすることもある。時折そういったアドバイスがミーシャに感心されることもあるが、その後に余計なことを言っては顰蹙を買っている。
料理の腕は非常に高く、ミーシャでさえ認める長所でもある。ドールの洋服作りを趣味としており、ネットオークションに出品すると毎回高値で取引されるほどの腕前でメイド以外に月に50万円ほどの収入を得ている。また、幼女の服装に対するセンスも抜群で、みみかやゆいの服をコーディネートした際には大変喜ばれ、特にゆいには師匠と仰がれるようになった。
第二次性徴前の生殖能力がない幼女を妖精と例えており、好みのファッションは清楚な妖精系のクラシカルロリータ。つばめ曰く「子供の時でしか着られない夢いっぱいの服を着た幼女を愛でたい」。
将来の夢は初潮を過ぎてもミーシャを愛し、ミーシャと結婚すること。その思いは、温泉でミーシャがはぐれてヒグマと遭遇した時、なぜかつばめがクマに対してミーシャに対する想いを語り、クマがあきれて襲う気をなくすほど。
作者の中村いわく「言うほどヘンタイかな?? 好きに真っ直ぐで一生懸命なだけなのに??って思ってたのですが、最近はそうかな…そうかも…と思い始めている。」 とのこと。

### その他の登場人物
クマゴロー
声 - 長縄まりあ
ミーシャが飼っているフェレット。ミーシャの命令を理解する知能を持っており、つばめの様子の偵察やミーシャの部屋の門番などを務めることがある。鳴き声は「プ」。
ダイキチ・チューキチ・ショーキチ
声 - 鈴木絵理（ダイキチ）、うのちひろ（チューキチ）、美々（ショーキチ）
ミーシャが不登校から復帰したときに、増えすぎてしまっていたために引き取った3匹のハムスター。クマゴローと共に部屋の門番を任されることがある。
高梨 康弘（たかなし やすひろ）
声 - 加藤将之
ミーシャの（義理の）父親だが、彼女は妻の連れ子であるため、血縁はない。作中の描写からプログラマーとして働いていることがうかがえるが、詳細は不明だったが、最終巻でゲーム会社勤務と判明した。
仕事で家を空けることが多くミーシャの世話のためにつばめを雇ったが、メイド服や体操着のまま出勤してくる彼女や後に加わるみどりの同様の奇行のため、「朝っぱらからデリヘルを呼んでいる」と近所から噂されてしまう。
運動会の動画再生のために100インチの4Kテレビ(アニメ版では「でっかい8Kテレビ」)を買おうとしたり、ミーシャのために1シーズンしか着られない コートを3着も注文してしまったり、寿司を食べる際にも出前でなく、自宅に寿司職人を呼んだり、ミーシャのために同僚と協力して予約困難な温泉宿の予約を取るなど、過度の子煩悩な様子が描かれている。
当人はミーシャから「パパ」と呼んでもらいたいと思っているが、下の名前の「ヤスヒロ」としか呼んでもらえていない。
つばめが来た頃は、ミーシャから助けを求められるなどしていたが、ミーシャから話しかけられるだけで喜ぶなどし、なんら対策を取らなかったため、その後は「この家は私が守る」と考えるようになり、康弘はつばめ対策としてはあてにされなくなった。
鷲崎 みみか（わしざき みみか）
声 - 原田彩楓
ミーシャのクラスメイト。メガネを着用。ミーシャからは、高梨家に初めて招かれて以降、「わしわし」と呼ばれている。
学校ではミーシャとともに飼育係を務めており、その縁で彼女が不登校だった当時はよくプリントを届けていた。ただし影が薄く、ミーシャが不登校の間、その存在は認識されていたものの、名前と顔を忘れられていた。
前髪はぱっつん。あちこち跳ねやすいクセっ毛であるため、三つ編みにして抑えている。
運動が苦手で、運動会の前日にアイスコーヒーをバケツ一杯飲み干せば風邪をひくという迷信を信じ切って実行してしまい、風邪をひかなかった上に眠れず寝不足な状態で運動会に参加している。
外見は地味目で、大人しくて優しい。ミーシャからは数少ない友達として大事にされており、交友関係を深めている。
森川 ゆい（もりかわ ゆい）
声 - 井澤詩織
ミーシャのクラスメイト。ギャル系。女子小学生向けのファッション雑誌を読み、SNSに自撮りの写真をアップし、さらにファッション雑誌の取材を受けることを狙っておしゃれに気合を入れている。語尾に「っしょ」とつけるのが口癖。
ミーシャが自分より可愛く見られていることを快く思っておらず、彼女におしゃれ対決を申し込んだ。特に何も考えずに勝負を申し込むこともあり、ミーシャからは「めんどくさい子」と思われている。
つばめのことは、おしゃれ対決の際に自身のコーデを完璧に手直ししてもらって以降、師匠として慕っている。
運動センスは高く、運動会になると張り切るタイプ。校庭でハクビシンによく噛まれる。
ニャンスタという小学生に大人気のSNSに写真を投稿したところ、ローアングルおじさんという変態男が熱烈なフォロワーとなりローアングルの写真を要求されるが、ローアングルの意味を知らずに対応していたところを、つばめにローアングルが下から撮影する（スカートの中の写真を求める）という意味であることを教えられ、気持ち悪く感じてブロックした直後に変態男が逮捕されたというテレビのニュースが流れた。
ゆいな（声 - 佐藤奈々珠）という妹がいる。
鵜飼 みどり（うかい みどり）
声 - M・A・O
つばめの元上官で元航空自衛隊二等空尉。33歳。
つばめを追いかけて自らも退官し、ミーシャのもとへ転がり込んできた。ニックネームは「みどりん」。つばめからは「二尉」と呼ばれている。
自他共に認めるドM。また妄想癖がある。テンパると関西弁がでる。
つばめと家政婦を務めていた際は「つばめが喜びそうだから」という理由でゴスロリを着用し、銀髪のツインテールのカツラをする。地毛は黒髪のショートヘアで、黙っていればボーイッシュな美人である。
実家は高級ホテル を経営する。16歳年下の弟が出来、みどりの性格の面倒臭さもあって、両親からは「将来はおまえの好きにしてよい」と言われ「訓練が厳しいから」という理由で自衛官になった。
空自の警備犬管理班でつばめと出会った際、つばめが放った圧倒的な強者のオーラで自分が苦労して訓練した犬たちが一瞬で屈服したのを見て彼女に惹かれ、恋に落ちた。警備犬の檻に入ってつばめを待ち伏せたりしていたために権威が失墜し、最終的に自衛隊内のヒエラルキーでは最下位（犬以下）になっていた。
前述の通り筋金入りのドMであり、他人から苦言を呈されたり軽蔑される度に身を震わせて喜んでいるが、想い人であるつばめからは冷たくされようが身を案じられようがどっちにしろ喜ぶという複雑な性癖の持ち主。あまりの面倒臭さにつばめですら扱いに困って呆れることもしばしば。しかしミーシャからは一定の信頼を得ている上に、不器用で報われない性格を不憫に思われている。
高梨家の家政婦をしている間はその実家が経営するホテルのスイートルームに寝泊まりしていたが、快適すぎる環境にいると拒絶反応で鼻血が出るためにベッドは使わず、床にテントを張ってシュラフで寝る。
また、清掃や洗濯などの家事スキルはとても高いが、料理については「不味そうなものを作って蔑まれたい」、「自ら不味いものを口にして悶えたい」という欲望を抑えることが出来ず、美味くできるものをわざわざ味も見た目も壊滅的に不味く調理してしまう。
高梨家の家政婦を辞めた後、自衛隊の退職金を元手にFXで増えた資金（よくわからないことに全財産を注ぎ込むというプレイのつもりだった）を用い、特技を生かしたハウスクリーニングを開業して高梨家の隣に引っ越してきた。
ドMな性格や元自衛官でもある強靭な精神力が幸いして、清掃業としても一般的に嫌われるような案件を好んで受注しており、自宅で死亡した高齢者の遺体処理やゴミだらけのゴミ屋敷など、面倒な案件や気味が悪くて他業者が断るような案件すら積極的に引き受けており、その業界では重宝されている。
自衛隊時代から飼育担当だった警護犬の親類を所有しており、必要になった際に出動させて活躍させている。
作者の中村によれば「一番乙女なキャラクター」 とのこと。
アルトゥール・アナトリエヴィチ・フォーキン
ロシア人の絵本作家。絵本のキャラクターから派生したブランド『KUUMA・KUMA』の原作者でもある。
ミーシャの実の父親であり、サイン会のため来日中に偶然彼女と出会った。
ミーシャの母親とは美術大学在学中に出逢ったが、卒業とともに彼女は消息不明となった。そのため来日の半年前まで亡くなったことも、ミーシャが生まれていたことも知らなかった。
在学中は痩せていたが、絵本作家として絵だけ描き続ける生活を送った結果8年で40キロ太った。
現在は日本語通訳士と再婚しており、ミーシャの異母妹にあたるアルヴィナを儲けている。
先生
声 - 新谷良子
ミーシャたちのクラス担任。女性。
夏休み中、飼育係に代わってハムスターの世話を担当した際には、繁殖防止のために別々の水槽に分けていた雌雄を思い付きで一緒にして大繁殖させ、ミーシャたちを呆れさせてしまう。しかし、ミーシャはその後の処理に際して取った行動により、外見だけでなく内面を評価されるようになった。

## 書誌情報
- 中村カンコ 『うちのメイドがウザすぎる！』 双葉社〈アクションコミックス〉、全10巻[13]
  1. 2017年1月12日発売、ISBN 978-4-575-84913-4
  2. 2017年10月12日発売、ISBN 978-4-575-85043-7
  3. 2018年4月12日発売、ISBN 978-4-575-85135-9
  4. 2018年11月12日発売、ISBN 978-4-575-85229-5
  5. 2019年8月8日発売、ISBN 978-4-575-85337-7
  6. 2020年3月12日発売、ISBN 978-4-575-85421-3
  7. 2020年11月12日発売、ISBN 978-4-575-85512-8
  8. 2021年8月11日発売、ISBN 978-4-575-85621-7
  9. 2022年5月12日発売、ISBN 978-4-575-85715-3
  10. 2023年3月9日発売、ISBN 978-4-575-858228
- 『うちのメイドがウザすぎる！ 公式アンソロジー』 双葉社〈アクションコミックス〉、2018年11月12日発売、ISBN 978-4-575-85230-1 
 参加作家 : 中村カンコ（カバーイラスト） / 伊藤ハチ / クール教信者 / 倉崎もろこ / 私屋カヲル / 江島絵理 / 風上旬 / 小路あゆむ / 水口尚樹 / にょりこ / 木村光博 / 内々けやき / 吉北ぽぷり / とく村長 / 嵩乃朔 / ボマーン / 焔すばる / GUNP

## テレビアニメ
2018年10月より12月までAT-X、TOKYO MXほかにて放送された。

### スタッフ
- 原作 - 中村カンコ[15]
- 監督 - 太田雅彦[15]
- 副監督 - 大隈孝晴[15]
- シリーズ構成 - あおしまたかし[15]
- キャラクターデザイン - 山崎淳[15]
- プロップデザイン - 松本恵[15]
- 美術設定 - 中島美佳[15]、キューン・プラント
- 美術監督 - 安田ゆかり[15]
- 色彩設計 - 真壁源太[15]
- 撮影監督 - 桒野貴文[15]
- 編集 - 小野寺絵美[15]
- 音響監督 - えびなやすのり[15]
- 音楽 - 三澤康広[15]
- 音楽制作 - KADOKAWA[15]
- 音楽プロデューサー - 若林豪
- プロデューサー - 山下愼平、柱山泰佐、礒谷徳知、中東豊和、鶴田美栄子、有水宗治郎
- 制作プロデューサー - 鎌田肇、齊藤真吾
- アニメーション制作 - 動画工房[15]
- 製作 - うちのメイドがウザすぎる！製作委員会[15]（KADOKAWA、双葉社、動画工房、AT-X、NTTぷらら、ソニー・ミュージックコミュニケーションズ、角川メディアハウス）

### 主題歌
オープニングテーマ「ウザウザ☆わおーっす！」（第1話 - 第12話）
作詞 - 畑亜貴 / 作曲・編曲 - OzaShin / 歌 - 高梨ミーシャ（白石晴香）&鴨居つばめ（沼倉愛美）
最終回ではエンディング位置で使用された。
カドカワ公式の実写MVでは鴨居つばめをイメージしたメイドとして才木玲佳が出演している。
エンディングテーマ「ときめき☆くらいまっくす」（第1話 - 第11話）
作詞 - 畑亜貴 / 作曲・編曲 - 睦月周平 / 歌 - 鴨居つばめ（沼倉愛美）&高梨ミーシャ（白石晴香）

### 各話リスト
| 話数   | サブタイトル                                     | 脚本           | 絵コンテ            | 演出                       | 作画監督                                                                                  | 総作画監督                          |
| ------ | ------------------------------------------------ | -------------- | ------------------- | -------------------------- | ----------------------------------------------------------------------------------------- | ----------------------------------- |
| 第1話  | うちのメイドがウザすぎる！                       | あおしまたかし | 太田雅彦            | 守田芸成                   | 伊澤珠美 杉田まるみ 鈴木絵万 濱口明 山崎淳                                                | 山崎淳                              |
| 第2話  | うちのメイドにさらわれた                         | 鴻野貴光       | 大隈孝晴            | 深瀬重                     | 杉田まるみ 鈴木彩乃 中本尚 古賀美裕紀 宮永あずさ                                          | 杉田まるみ                          |
| 第3話  | うちのメイドが忍び寄る                           | 子安秀明       | 荒井省吾            | 荒井省吾                   | 伊澤珠美 平山寛菜 立口徳孝 中島大智 合田麻美 舘埼大                                       | 山崎淳 杉田まるみ                   |
| 第4話  | うちのメイドは幼女が尊い                         | 杉原研二       | 白幡良志之 太田雅彦 | 白幡良志之 太田雅彦        | 菅原美智代 藤田真弓 永田文宏 池添優子 乗冨梓 李周鉉 多田和春 飯掛玉子 Jumondou Seoul      | 菊永千里 菊池政芳 海保仁美 谷口元浩 |
| 第5話  | うちのメイドはどこにでもいる                     | 鴻野貴光       | 三原武憲            | 鳥羽聡                     | 伊澤珠美 中島大智 平山寛菜 中本尚 舘崎大 川本由記子 杉田まるみ 山崎淳 平塚知哉 久保茉莉子 | 杉田まるみ 山崎淳                   |
| 第6話  | うちのメイドの昔のオンナ？                       | 子安秀明       | 三原武憲            | 角松倶楽部                 | 濱口明                                                                                    | -                                   |
| 第7話  | うちのメイドがいない家                           | 子安秀明       | 野呂純恵            | 野呂純恵                   | 伊澤珠美 平山寛菜 舘崎大 山崎淳 杉田まるみ 中本尚 立口徳孝 久保茉莉子 寿門堂              | 山崎淳 杉田まるみ                   |
| 第8話  | うちの元メイドはお嬢様                           | 鴻野貴光       | 誌村宏明            | 佐々木純人                 | 金璐浩 上野沙弥佳 宮野健 池添優子 乘冨梓 多田和春 飯掛玉子 Jumondo Seoul                  | 菊池政芳 海保仁美                   |
| 第9話  | うちのメイドとあの日の出会い                     | 杉原研二       | 添野恵              | 深瀬重                     | 中島大智 川本由記子 平山寛菜 伊澤珠美 立口徳孝 渡辺舞 松崎嘉克 上野卓志 中本尚            | 杉田まるみ                          |
| 第10話 | うちのメイドとヤスヒロと                         | 杉原研二       | 上坪亮樹            | 上坪亮樹                   | 山崎淳 垣内郁美 中島大智 平山寛菜 川本由記子 山野雅明 矢野桃子 板倉健 久保茉莉子 平塚知哉 | 山崎淳                              |
| 第11話 | うちのメイドと開かずの部屋                       | あおしまたかし | 荒井省吾            | 荒井省吾                   | 金璐浩 上野紗弥佳 宮野健 菅原美智代 永田文宏 池添優子 乗富梓                              | 海保仁美 菊池政芳                   |
| 第12話 | うちのメイドとこれからも                         | あおしまたかし | 太田雅彦 大隈孝晴   | 大隈孝晴                   | 山崎淳 久保茉莉子 鈴木彩乃 伊澤珠美 立口徳孝 平塚知哉                                     | 山崎淳 杉田まるみ                   |
| OVA    | うちのメイドはやっぱりもうホントウザいんだなあ…… | あおしまたかし | 堂川セツム 西田章二 | 深瀬重 白幡良志之 太田雅彦 | 山崎淳 山本裕介 立口徳孝 平山寛菜 川本由記子 舘崎大 Lee Joohyun                           | 山崎淳 杉田まるみ                   |

### 放送局
| 放送期間                  | 放送時間                     | 放送局      | 対象地域 | 備考                                 |
| ------------------------- | ---------------------------- | ----------- | -------- | ------------------------------------ |
| 2018年10月5日 - 12月21日  | 金曜 23:00 - 23:30           | AT-X        | 日本全域 | 製作参加 / CS放送 / リピート放送あり |
| 2018年10月6日 - 12月22日  | 土曜 1:40 - 2:10（金曜深夜） | TOKYO MX    | 東京都   |                                      |
|                           |                              | KBS京都     | 京都府   |                                      |
| 2018年10月7日 - 12月23日  | 日曜 3:00 - 3:30（土曜深夜） | BS11        | 日本全域 | BS放送 / 『ANIME+』枠                |
| 2018年10月8日 - 12月24日  | 月曜 2:35 - 3:05（日曜深夜） | TVQ九州放送 | 福岡県   |                                      |
| 2018年10月9日 - 12月25日  | 火曜 0:00 - 0:30（月曜深夜） | サンテレビ  | 兵庫県   |                                      |
| 2018年10月10日 - 12月26日 | 水曜 1:35 - 2:05（火曜深夜） | テレビ愛知  | 愛知県   |                                      |

インターネットでは、ひかりTVほかにて配信される。

### BD / DVD
| 巻 | 発売日        | 収録話               | 規格品番   | 規格品番   |
| 巻 | 発売日        | 収録話               | BD         | DVD        |
| -- | ------------- | -------------------- | ---------- | ---------- |
| 1  | 2019年1月30日 | 第1話 - 第3話        | ZMXZ-12691 | ZMBZ-12701 |
| 2  | 2019年2月27日 | 第4話 - 第6話        | ZMXZ-12692 | ZMBZ-12702 |
| 3  | 2019年3月27日 | 第7話 - 第9話        | ZMXZ-12693 | ZMBZ-12703 |
| 4  | 2019年4月24日 | 第10話 - 第12話、OVA | ZMXZ-12694 | ZMBZ-12704 |

### Webラジオ
高梨ミーシャ役の白石晴香と鴨居つばめ役の沼倉愛美によるWebラジオ『うちのメイドがウザすぎる！ 〜キャッキャウフフするラジオ！〜』が、音泉にて2018年9月28日にプレ配信後、10月8日から12月24日まで毎週月曜に配信された。

#### ゲスト
第6回 M・A・O
第7回 加藤将之
第9回 原田彩楓・井澤詩織

## 関連作品
- 『小林さんちのメイドラゴン』 - 同誌連載のメイドを扱った作品。同作単行本第5巻に折り込み広告が挟まれたり[22]、本作第1巻の帯にコメントが付いたりするなどの形でコラボしている[23]。また、同作の公式アンソロジー(2)には、作者の中村カンコが参加している。
- 『ダンベル何キロ持てる?』 - 原作：サンドロビッチ・ヤバ子、作画：MAAMによる漫画作品。本作と同じく筋肉質の女性が登場するうえ、テレビアニメ版でも同じく動画工房がアニメーション制作を担当したことから、主題歌の実写MVには本作の前日譚とも受け取れる要素が盛り込まれている。